# 물병자리 91 b
물병자리 91 b 또는 물병자리 프시1 b는 물병자리 91 주위를 도는 외계 행성으로, 지구에서 물병자리 방향으로 약 148광년 떨어져 있다. 물병자리 91 b는 질량이 목성의 세 배 정도 되는 슈퍼목성의 반열에 들어간다. 어머니 항성으로부터의 거리는 4850만 킬로미터로 수성과 태양 사이 거리 5790만 킬로미터보다 좀 더 가깝다. 물병자리 91 b는 거의 원에 가까운 궤도(이심률=0.003)를 약 반년 주기로 공전하고 있다.

## 같이 보기
- 용자리 이오타 b

## 참고 문헌
- Mitchell D., Frink S., Quirrenbach A., Fischer D., Marcy G. & Butler P. (2003). “Four Substellar Companions Found Around Nearby K Giant Stars”. 《AAS》. 2007년 5월 31일에 원본 문서에서 보존된 문서. 2007년 6월 22일에 확인함.